# Frédéric Bérard
Joseph Frédéric Bérard (Montpellier, 1789 – 1828) è stato un medico e filosofo francese.
Professore d'igiene a Montpellier, pubblicò nel 1821 Doctrine médicale de l'école de Montpellier e nel 1823 Doctrine des rapports du physique et du moral, nel quale contestò aspramente Pierre Jean Georges Cabanis.